# Хайнс (тауншип, Миннесота)
Хайнс (англ. Hines) — тауншип в округе Белтрами, Миннесота, США. На 2000 год его население составило 674 человека.

## География
По данным Бюро переписи населения США площадь тауншипа составляет 91,1 км², из которых 79,0 км² занимает суша, а 12,1 км² — вода (13,27 %).

## Демография
По данным переписи населения 2000 года здесь находились 674 человека, 244 домохозяйства и 192 семьи.  Плотность населения —  8,5 чел./км².  На территории тауншипа расположено 312 построек со средней плотностью 3,9 построек на один квадратный километр. Расовый состав населения: 96,88 % белых, 2,08 % коренных американцев, 0,15 % азиатов и 0,89  приходится на две или более других рас. Испанцы или латиноамериканцы любой расы составляли 1,19 % от популяции тауншипа.
Из 244 домохозяйств в 32,4 % воспитывались дети до 18 лет, в 68,9 % проживали супружеские пары, в 4,9 % проживали незамужние женщины и в 21,3 % домохозяйств проживали несемейные люди. 17,6 % домохозяйств состояли из одного человека, при том 6,1 % из — одиноких пожилых людей старше 65 лет. Средний размер домохозяйства — 2,76, а семьи — 3,14 человека.
27,2 % населения — младше 18 лет, 7,0 % — в возрасте от 18 до 24 лет, 24,5 % — от 25 до 44, 28,2 % — от 45 до 64, и 13,2 % — старше 65 лет. Средний возраст — 39 лет. На каждые 100 женщин приходилось 110,0 мужчин.  На каждые 100 женщин старше 18 приходилось 108,1 мужчин.
Средний годовой доход домохозяйства составлял 42 292 доллара, а средний годовой доход семьи —  46 250 долларов. Средний доход мужчин —  33 750  долларов, в то время как у женщин — 23 571. Доход на душу населения составил 17 342 доллара. За чертой бедности находились 6,5 % семей и 9,3 % всего населения тауншипа, из которых 12,0 % младше 18 и 22,0 % старше 65 лет.